# Ohne dich (schlaf ich heut Nacht nicht ein)
Ohne dich (schlaf ich heut Nacht nicht ein) ist ein Lied der deutschen Pop-Rock-Band Münchener Freiheit. Es erschien am 8. November 1985 als Single aus dem Album Von Anfang an und erreichte Platz zwei in Deutschland, Platz eins in der Schweiz und in Österreich.

## Geschichte
Nach einer Deutschlandtournee 1985 mit mehr als 80 Konzerten veröffentlichte die Band zum Jahresende die Single Ohne dich (schlaf ich heut Nacht nicht ein), die zum Durchbruch für sie wurde. Sie blieb wochenlang in den vorderen Positionen der Charts und wurde über 600.000 Mal verkauft. Im Februar 1986 erschien die dazugehörige Kompilation Von Anfang an. Beide, Single und Album, erreichen 1986 Goldstatus. In den deutschen Jahrescharts 1986 erreichte der Song Platz sieben.
Die Band trat mit dem Song dreimal in der ZDF-Hitparade auf; sie wurde per TED-Abstimmung am 15. Januar 1986 auf den ersten Platz gewählt und durfte daher in der folgenden Ausgabe am 19. Februar den Song erneut aufführen. Zudem trat die Gruppe auch in der Ausgabe Hits des Jahres ’86 am 14. Januar 1987 mit dem Song auf. 1987 erschien eine englische Version mit dem Titel Every Time.

## Inhalt
Das Lied ist ein rockiges Liebeslied im mittleren Tempo, in dem die Hauptfigur seiner/seinem Geliebten Zusicherungen macht und im Refrain versichert: „Das was ich will, bist du“. Einige härtere E-Gitarren-Einsätze erinnern an den Adult Orientated Rock der 1980er-Jahre.

## Titelliste (Maxi-Single)
Seite A
1. Ohne dich (schlaf ich heut Nacht nicht ein) (Maxi Version) (A. Strobel, M. Kunze, S. Zauner) – 5:12

Seite B
1. Tochter der Venus (A. Strobel, S. Zauner) – 3:37
2. Ohne dich (schlaf ich heut Nacht nicht ein) (Single Version) (A. Strobel, M. Kunze, S. Zauner) – 4:10

## Kommerzieller Erfolg

### Chartplatzierungen
| ChartsChartplatzierungen | Höchstplatzierung | Wochen |
| ------------------------ | ----------------- | ------ |
| Deutschland (GfK)        | 2 (19 Wo.)        | 19     |
| Österreich (Ö3)          | 1 (16 Wo.)        | 16     |
| Schweiz (IFPI)           | 1 (14 Wo.)        | 14     |

| ChartsJahrescharts (1986) | Platzierung |
| ------------------------- | ----------- |
| Deutschland (GfK)         | 4           |
| Schweiz (IFPI)            | 12          |

### Auszeichnungen für Musikverkäufe
| Land/Region        | Auszeichnungen für Musikverkäufe (Land/Region, Auszeichnung, Verkäufe) | Verkäufe |
| ------------------ | ---------------------------------------------------------------------- | -------- |
| Deutschland (BVMI) | Platin                                                                 | 500.000  |
| Insgesamt          | 1× Platin ·                                                            | 500.000  |

## Coverversionen

### Das-Bo-Coverversion
2008 coverte der deutsche Rapper Das Bo den Song. Das Stück ist die erste Singleauskopplung aus seinem zweiten Studioalbum Dumm aber schlau.
Entstehung und Artwork
Bei der neuen Version von Ohne dich (schlaf ich heut Nacht nicht ein) handelt es sich nicht um eine reine Kopie des Liedes von der Münchener Freiheit. Die Musik wurde komplett überarbeitet und zu einem Dance-Hit umfunktioniert, Teile des Originaltextes sind fast gar nicht mehr vorhanden. Aus der Refrainzeile „Ohne dich (schlaf ich heut Nacht nicht ein)“ wurde z. B. „Ohne Bo (fahr’n wir heut’ nicht nach Haus)“. Die Strophen bestehen aus einem neuverfassten deutschen Text, der von Das Bo gerappt wird und auch von ihm stammt. Produziert wurde die Single von Petone. Die Single wurde unter dem Musiklabel Columbia Records veröffentlicht. Auf dem Cover der Single ist Das Bo mit einem Ghettoblaster zu sehen.
Veröffentlichung und Promotion
Die Single wurde am 15. Februar 2008 in Deutschland, Österreich und der Schweiz veröffentlicht. Sie ist zum Download und als physische Maxi-Single erhältlich. Neben der Singleversion enthält die Maxi-Single auch eine Instrumentalversion und eine Remixversion von Ohne Bo, sowie das Lied BO (O-Oh). als B-Seite. Das Musikvideo wurde auf einem Festplatz, auf einem Autoscooter, gedreht.
Bundesvision Song Contest 2008
Um das Lied und sich selbst zu promoten, trat Das Bo beim Bundesvision Song Contest 2008 für Hamburg an. Er belegte den zwölften Rang mit 19 Punkten. Aus seiner Heimat Hamburg bekam er mit zwölf Punkten die volle Punktzahl, einzig aus Schleswig-Holstein und Mecklenburg-Vorpommern bekam er weitere Punkte. Jeder Künstler dreht zu Promotionzwecken einen Wahlwerbespot für die Teilnahme am BuViSoCo. In diesem erklärt Bo einer Psychiaterin die Gründe seiner Versagensängste. Um diese zu überwinden, kennt die Psychiaterin nur eine Lösung, die Teilnahme am Bundesvision Song Contest. In dem Video wird Bo vom deutschen Comedian Buddy Ogün unterstützt.
Punktevergabe
|    |   |   |   |   |   |   |   |   |   |   |   |   |   |   |   | Gesamt |
| -- | - | - | - | - | - | - | - | - | - | - | - | - | - | - | - | ------ |
| 12 | 1 | 0 | 0 | 0 | 0 | 6 | 0 | 0 | 0 | 0 | 0 | 0 | 0 | 0 | 0 | 19     |

Rezeption
Ohne Bo erreichte in Deutschland Position 16 der Singlecharts und konnte sich insgesamt acht Wochen in den Charts halten. Für Das Bo ist es der fünfte Charterfolg in Deutschland und nach Türlich, türlich (sicher, Dicker) die zweithöchste Chartnotierung.

### Weitere Coverversionen
Mindestens 27 Coverversionen des Liedes sind bekannt. Darunter sind die Saragossa Band (1987), Mike Krüger (Alles was ich will ißt du, 1987), Eko Fresh (2007) oder Adoro (2008). Die Version von Marvin Mc Kay feat. T-Seven erreichte im Jahr 2000 Platz 42 der deutschen Single-Charts. Auch traten die Künstler mit dem Song – wie schon die Münchener Freiheit – am 15. April 2000 erneut in der ZDF-Hitparade auf, erreichten jedoch nicht die Top drei.
2005 konnte sich die Neuauflage von Marry feat. Marc-El auf Platz 100 der deutschen Single-Charts platzieren. Im Dezember 2016 veröffentlichte das Duo Melarima, bestehend aus Melanie Lochner und Amir Nasr nach ihrer Teilnahme beim RTL Supertalent eine Coverversion des Titels. Im März 2017 erschienen die Versionen des deutschen Künstlers Perlentaucher mit der Düsseldorfer Sängerin LYNNE sowie des DJ Duos Anstandslos & Durchgeknallt. Letztere erreichte im April 2017 die deutschen Singlecharts. Auch die deutsch-italienische Version von Giovanni Zarrella feat. Pietro Lombardi konnte sich 2019 in den deutschen Charts platzieren.
Die niederländische Coverversion Zonder jou von Erik Mesie erreichte in 1986 den 8. Platz der niederländischen Top 40.
Im Jahr 2017 veröffentlichten die Berliner Verkehrsbetriebe (BVG) auf YouTube einen Werbeclip mit einer umgetexteten Version des Songs.

## In Film und Fernsehen
- 2010: Vater Morgana (Film)[19]
- 2022: Doppelhaushälfte (Fernsehserie, 1x06)